# Pignora imperii
Los pignora imperii ("prendas de dominación") eran los objetos que, de acuerdo con las creencias de los romanos, garantizaban el imperium o dominio de Roma. 
Aunque su número puede variar según las fuentes, suelen mencionarse siete según Mario Servio Honorato, un autor tardío quien podría basarse en la numerología de Apolo.

## Historia
Los pignora más comúnmente citados son:
- El Palladium,  imagen de madera de Minerva (la Palas Atenea de los griegos, de ahí su nombre) que se había conservado en Troya desde los tiempos de su fundación. Los romanos afirmaban que Eneas lo había tranportado a Roma después de la Guerra de Troya,[3] o bien que lo había recibido de Diómedes.[4] Estaba custodiado por las Vestales
- El Fuego sagrado de Vesta atendido por las mismas sacerdotisas vestales. La extinción de esta flama perpetua por orden el emperador cristiano Teodosio I fue uno de los acontecimientos que marcarían la abolición de la antigua religión romana y la imposición del cristianismo como única religión del Estado.
- Los ancilia, doce escudos sagrados que eran custodiados, y portados en procesiones, por los sacerdotes salios (salii). Databan de la época de Numa Pompilio, segundo rey de Roma,,[5] quien recibió sólo un escudo como obsequio del dios Marte y mandó forjar otros once idénticos para que nadie pudiera robar con certeza el auténtico.
- El mantenimiento del Altar de la Victoria en la Curia durante el Imperio Romano Tardío, adquirió un valor simbólico similar para aquellos que, como Quinto Aurelio Símaco, trataban de preservar las tradiciones religiosas de Roma frente a la hegemonía cristiana.[6]

En la antigüedad tardía, algunos relatos de la fundación de Constantinopla afirmaban que Constantino I, el primer emperador en convertirse al cristianismo, transfirió los pignora imperii a la nueva capital. Aunque la historicidad de esta transferencia puede estar en duda, la afirmación refuerza el valor simbólico de estos talismanes sagrados.

### Lista de Servio Honorato
Mario Servio Honorato (en latín, Maurus Servius Honoratus), gramático de finales del siglo IV, en su comentario a la Eneida de Virgilio señala que " siete fueron los objetos (pignora) que mantienen el poder romano (imperium Romanum)" y facilita la siguiente lista:
1. La piedra negra[9] de la Madre de los Dioses, Cibeles.
2. La cuadriga de terracota traída de Veyes, representación del carro de Júpiter que habría sido encargada por el último rey de Roma Tarquinio el Soberbio y estaba situada en la cubierta del Templo de Júpiter Óptimo Máximo en la colina Capitolina.
3. Las cenizas de Orestes (hijo de Agamenón ) que fueron enterradas en la ciudad de Aricia por Ifigenia y que posteriormente serían trasladadas al Templo de Saturno en Roma.
4. El cetro de Príamo, rescatado de las llamas de Troya y llevado a Roma por Eneas, símbolo y promesa de paz y alianza. Conservado probablemente en el Palatino.
5. El velo de Iliona, hija de Príamo, tejido de acanto, que Helena obtuvo de su madre Leda y que se dirigió con él a Troya.
6. El Palladium.
7. Los ancilia o escudos sagrados.